# نسل مبارز
نسل مبارز (انگلیسی: The Fighting Generation) یک فیلم پروپاگاندا است که در سال ۱۹۴۴ منتشر شد. این فیلم به عنوان فیلم کوتاه یا اعلان خدمات عمومی بود. کارگردانی این فیلم بر عهده آلفرد هیچکاک بوده و جنیفر جونز نیز از بازیگران این فیلم است.